# اولاف اسکوگ
اولاف اسکوگ (انگلیسی: Olof Skoog؛ زادهٔ ۶ سپتامبر ۱۹۶۲) دیپلمات سوئدی است که از سال ۲۰۱۹ به عنوان سفیر سوئد در اتحادیه اروپا و سازمان ملل متحد خدمت می‌کند.

## فعالیت حرفه‌ای
از مارس ۲۰۱۵ تا ۲۰۱۹، اسکوگ به عنوان نماینده دائم سوئد در سازمان ملل متحد و به عنوان رئیس شورای امنیت سازمان ملل متحد برای ماه‌های ژانویه ۲۰۱۷ و ژوئیه ۲۰۱۸ خدمت کرد.
اسکوگ سفیر سوئد در کلمبیا، ونزوئلا، اکوادور و پاناما و سفیر اتحادیه اروپا در اندونزی، برونئی و آسه‌آن بوده است.

## سایر فعالیت‌ها
- مؤسسه بین‌المللی صلح (IPI)
- عضو شورای مشورتی بین‌المللی[۴]

## زندگی شخصی
همسر اسکوگ جوانا بریسمار می‌باشد که اکنون سفیر سوئد در برزیل است. آنها دارای سه فرزند هستند.